# Giovanni Bocciardo
Giovanni Bocciardo (Genova, 19 dicembre 1877 – Genova, 26 giugno 1953) è stato un imprenditore e calciatore italiano, passato alla storia soprattutto come uno dei primi calciatori del Genoa e primo vincitore del campionato italiano di football.

## Biografia
Era figlio di un industriale genovese proprietario di una conceria.
Aveva studiato a Ginevra dove fu anche compagno di scuola di Alessandro Karageorgevic (Карађорђевић), futuro re Alessandro I di Jugoslavia e di suo fratello il principe Giorgio.

### Carriera calcistica
Appassionatosi al calcio durante il suo soggiorno in Svizzera, al suo ritorno in patria, entrò a far parte della squadra cittadina del Genoa.
Giocava come mezzala sinistra, e con i rossoblu vinse due scudetti, nel 1898 e nel 1900.
Nel 1902, giocò in Medaglia del Re con la maglia del Genoa il 15 febbraio nella sconfitta per 4-1 contro il Milan.
Dopo il 1902 abbandonò l'attività sportiva per rilevare l'azienda paterna.

## Palmarès

### Calciatore

#### Club

##### Competizioni nazionali
- Campionato italiano: 2

Genoa: 1898, 1900